# 한국청소년방송
한국청소년방송(韓國靑少年放送, 영어: Korean Youth Broadcasting System)은 청소년의 바른 문화와 증진을 위해 만든 케이블 방송국으로, 지역 케이블 방송국에서 송출 중이다. 2009년 2월에 개국했다.